# Thảm sát Gudovac
Vụ thảm sát Gudovac là vụ giết người hàng loạt khoảng 190 người Serbiatại Bjelovar thực hiện bởi phong trào dân chủ Ustaše của Croatia vào ngày 28 tháng 4 năm 1941 trong thế chiến II. Vụ thảm sát xảy ra ngay sau khi cuộc xâm lược phe Trục của Đức Quốc xã do người Đức dẫn đầu và việc thành lập nhà thờ rối của phe Trục được Ustaše dẫn đầu là Nhà nước độc lập của Croatia (NDH). Đây là hành động giết người hàng loạt đầu tiên của Ustaše khi lên nắm quyền và đã bắt đầu một chiến dịch diệt chủng rộng rãi hơn đối với người Serbia ở Ustaše trong NDH kéo dài cho đến khi kết thúc chiến tranh.
Ustaše đã sử dụng cái chết bí ẩn của hai người theo địa phương của họ như là một cái cớ cho những vụ giết người. Các nạn nhân được rút ra từ Gudovac và môi trường xung quanh vào ngày 28 tháng 4. Hầu hết đều bị bắt giữ với lý do họ là những người nổi dậy của Serbia trung thành với chính phủ Nam Tư bị lật đổ. Họ được đưa đến một cánh đồng gần đó và cùng nhau bắn vào một đội hình bắn lên đến 70 vệ binh Ustaše. Năm trong số các tù nhân đã vượt qua được lượt bắn ban đầu và thu thập dữ liệu về an toàn. Người Ustaše đã buộc những người còn sống sót của Gudovac phải đào một ngôi mộ tập thể cho các nạn nhân và đổ vôi vào cơ thể để đẩy nhanh quá trình phân hủy. Ngày hôm sau, thân nhân của một nạn nhân thông báo cho người Đức về những gì đã xảy ra. Người Đức đã ra lệnh cho một cuộc khai quật một phần của ngôi mộ tập thể và đã bắt giữ bốn mươi nghi phạm bắt bớ. Mladen Lorković, một quan chức cấp cao của Ustaše, đã sử dụng ảnh hưởng của mình để buộc những người đàn ông bị giam thả ra và hứa sẽ làm đại sứ Đức Siegfried Kasche rằng chính quyền Croatia sẽ tiến hành điều tra kỹ lưỡng. Không có cuộc điều tra nào được tiến hành.
Một lăng mộ và lăng mộ được dựng lên trên địa điểm của vụ thảm sát năm 1955, như là một tượng đài của nhà điêu khắc Vojin Bakić. Năm 1991, trong bối cảnh bạo lực giữa các dân tộc trong Chiến tranh độc lập của Croatia, tượng đài và lăng mộ đã bị phá hủy bởi các nhà hoạt động dân tộc Croatia, cũng như một tác phẩm khác của Bakic, Bjelovarac (The Man From Bjelovar). Những tàn tích của nhà tù đã được chính quyền địa phương bãi bỏ vào năm 2002. Cũng trong năm đó, người dân đã ký tên vào đơn yêu cầu xây lại tượng đài Bjelovarac. Di tích được khôi phục đã được công bố vào tháng 12 năm 2010.
Gudovac là một làng ở Bjelovar, khoảng 80 kilômét (50 mi) đông Zagreb. Khu vực này có dân định cư đầu tiên trong Thời trung cổ và có dân cư với chủng tộc hỗn hợp trong suốt lịch sử của nó. Năm 1931, Gudovac có 1.073 cư dân trong 330 hộ. Người Croatia chiếm 2/3 dân số còn số còn lại là người Serbia. Khu tự quản Gudovac có dân số 8.000 người, gồm 3000 người Serbia.